# Strikeout
Als Strikeout bezeichnet man im Baseball und Softball jene Spielsituation, in der der Werfer („Pitcher“) dreimal einen Strike wirft, so dass der gegnerische Schlagmann ausscheidet und somit „Out“ ist. In der Statistik werden StriKeouts als K oder als SO geführt. Ein Strikeout wird vom Umpire (Schiedsrichter) durch eine seitwärtige schlagende Handbewegung angezeigt, wonach der Schlagmann ausscheidet und zu seiner Bank zurückgehen muss. 
Unter gewissen Umständen kann der Schlagmann trotz Strikeout aber auch zum Baserunner werden und ist nicht aus, denn der Schlagmann ist nur dann aus, wenn eine der folgenden Dinge eintritt:
- Der Wurf des Pitchers wird direkt vom Catcher gefangen und ist in der Strikezone, bzw. wird vom Umpire in der Strikezone gesehen. Dies gilt auch bei einem Foul Tip, also einem Wurf, den der Schlagmann mit dem Schläger zwar berührt und abfälscht, aber der trotzdem direkt vom Catcher gefangen wird.
- Der Wurf des Pitchers wird vom Catcher nicht, oder erst nach einer Bodenberührung oder Kontakt mit dem Umpire gefangen (Uncaught Third Strike), die erste Base ist bereits von einem Läufer besetzt und vom Team des Schlagmannes wurde zu diesem Zeitpunkt noch keiner oder ein Spieler ausgemacht.
- Der Schlagmann bunted Foul und kein Infielder bekommt den Ball vor überqueren der Foul Linie.

Kommt es also zu einem Uncaught Third Strike und die erste Base ist nicht besetzt, so wird der Schlagmann zum Läufer und kann versuchen, die erste Base zu erreichen, ohne ausgemacht zu werden. Hat das angreifende Team bereits zwei Aus, so wird der Schlagmann immer zum Läufer, auch wenn bereits ein Mitspieler auf der ersten Base steht. In diesem Fall muss der Spieler auf der ersten Base regelgerecht mindestens zur zweiten Base vorrücken ohne ausgemacht zu werden.

## Einordnung
Strikeouts sind eines von drei „Triple Crown“-Maßen, wonach Werfer bewertet werden: die anderen beiden sind Anzahl der Siege sowie Earned Run Average. Während insbesondere ERA eher die Effizienz bewertet, gelten Strikeouts als Maß für die „K.O.“-Qualitäten eines Werfers. Rekordhalter in dieser Statistik der Major League Baseball sind derzeit (Stand 2014) Nolan Ryan (5.714) vor Randy Johnson (4.875) und Roger Clemens (4.672). Peter Johnson führt die Statistik „Strikeouts pro neun Innings“ mit 10,67 an und warf im Jahr 2001 bis heute unerreichte 13,41 Ks pro neun Innings.

## Baseballkultur
In praktisch jedem Baseballpark ist es üblich, dass Fans zur Anfeuerung ihres Werfers große Plakate mit dem Buchstaben „K“ schwenken und ihn so zu einem Strikeout animieren wollen. Bei besonders berüchtigten Strikeout-Pitchern wie z. B. Nolan Ryan oder Randy Johnson (s. o.) hängen Fans nach jedem Strikeout ein „K“-Plakat an eine Spielfeldbegrenzung und erfreuen sich, wenn diese Linie immer länger wird.